# Blod, svett och tårar
"Blod svett och tårar" är en parafras ur ett tal som Winston Churchill gav inför Brittiska underhuset i Storbritanniens parlament den 13 maj 1940. I talet säger han frasen "I have nothing to offer but blood, toil, tears, and sweat", ungefär "jag har inget annat att erbjuda än blod, möda, tårar och svett". På svenska så parafraserades talet ganska snart till det förkortade och omkastade "blod, svett och tårar" och började betraktas som ett direkt översatt citat ur talet. På engelska har citatet inte förändrats och talet är känt som Blood, toil, tears and sweat.
Detta var Churchills första tal som han höll inför underhuset efter att ha blivit utsedd till Storbritanniens premiärminister under andra världskrigets första år. Churchill hade ersatt Neville Chamberlain den 10 maj, och i detta tal bad han parlamentet att ge honom förtroende för att bilda den regering som han presenterat. Det var en samlingsregering och motionen gick igenom enhälligt. Detta var den första av tre tal som han gav under Nazitysklands invasion av Frankrike, som inleddes den 10 maj. De andra talen hölls i samband med evakueringen av soldater i Dunkerque och Frankrikes vapenstillestånd med Tyskland. De har fått namnen This was their finest hour respektive We shall fight on the beaches efter rader i talen.
Självbiografierna Blod, svett och hockey och Blod svett och toner av hockeyspelaren Börje Salming respektive Robert Wells är i sin tur parafraser på den svenska förenklingen. År 1941 gavs en samling ut med Churchills tal mellan 1938 och 1940, som i svensk översättning Hugo Hultenberg och Sven Åhman fick namnet Blod, svett och tårar. I England gavs boken ut under titeln Into battle, ungefär "In i striden", men i USA fick den titeln Blood, sweat and tears, likt den svenska utgåvan.

## Utdrag från talet
We are in the preliminary stage of one of the greatest battles in history.... That we are in action at many points—in Norway and in Holland—, that we have to be prepared in the Mediterranean. That the air battle is continuous, and that many preparations have to be made here at home.
I would say to the House as I said to those who have joined this government: I have nothing to offer but blood, toil, tears and sweat. We have before us an ordeal of the most grievous kind. We have before us many, many long months of struggle and of suffering.

You ask, what is our policy? I will say: It is to wage war, by sea, land and air, with all our might and with all the strength that God can give us; to wage war against a monstrous tyranny, never surpassed in the dark and lamentable catalogue of human crime. That is our policy. You ask, what is our aim? I can answer in one word: Victory. Victory at all costs—Victory in spite of all terror—Victory, however long and hard the road may be, for without victory there is no survival.
(Svensk översättning)
Vi är i det inledande stadiet av ett av de största krigen i historien... Att vi är verksamma på flera platser — i Norge och Holland — att vi måste vara förberedda i Medelhavet. Att luftstriden är kontinuerlig, och att många förberedelser måste göras här hemma.
Jag säger till underhuset, som jag har sagt till dem som har gått med i regeringen: Jag har inget annat att erbjuda än blod, möda, tårar och svett. Vi har framför oss ett eldprov av svåraste slag. Vi har framför oss många, många, långa månader av kamp och lidande.
Ni frågar, vad är vår politik? Jag säger: Det är att föra krig, till sjöss, på land och i luften, med all vår förmåga och med all den styrka Gud kan ge oss; att föra krig mot en monstruös tyranni, aldrig överträffad i den mörka och sorgliga listan över brott mot mänskligheten. Det är vår politik. Ni frågar, vad är vårt mål? Jag kan svara med ett enda ord: Seger. Seger till varje pris. Seger trots all terror. Seger, hur lång och svår vägen än må bli, för utan seger finns ingen överlevnad.